# Веселополянское сельское поселение
Веселополянское се́льское поселе́ние — муниципальное образование в Любинском районе Омской области Российской Федерации.
Административный центр — посёлок Веселая Поляна.

## История
Статус и границы сельского поселения установлены Законом Омской области от 30 июля 2004 года № 548-ОЗ «О границах и статусе муниципальных образований Омской области».

## Население
| 2010 | 2011 | 2012 | 2013 | 2014 | 2015 | 2016 |
| ---- | ---- | ---- | ---- | ---- | ---- | ---- |
| 812  | →812 | ↘790 | ↘757 | ↘741 | ↘734 | ↘728 |
| 2017 | 2018 | 2019 | 2020 | 2021 | 2023 |      |
| ↗739 | ↘721 | ↘702 | ↘685 | ↗723 | ↘671 |      |

## Состав сельского поселения
| № | Населённый пункт | Тип населённого пункта          | Население |
| - | ---------------- | ------------------------------- | --------- |
| 1 | Веселая Поляна   | посёлок, административный центр | 483       |
| 2 | Владимировка     | деревня                         | 48        |
| 3 | Капустино        | деревня                         | 104       |
| 4 | Мокшино          | деревня                         | 95        |
| 5 | Субботинка       | деревня                         | 82        |